# عملیات تاننبام
عملیات تاننبام («درخت کاج»)، که پیش‌تر با عنوان عملیات گرون («سبز») شناخته می‌شد، یک تهاجم وسیع برنامه‌ریزی‌شده به سوئیس و لیختن‌اشتاین توسط قدرت‌های محور در جریان جنگ جهانی دوم بود. رهبران سیاسی و نظامی سوئیس که شانسی در قبال پیروزی مقابل ماشین جنگی آلمان نازی و ایتالیا نمی‌دیدند در تدارک نابودسازی کلیه زیرساخت‌های خود در صورت حمله نیروهای محور بودند. اما تاننبام هیچ‌گاه عملیاتی نشد و سوئیس در جریان جنگ جهانی دوم دست نخورده باقی ماند. دلایل لغو عملیات تاننبام چند وجهی بود و به عوامل نظامی، سیاسی، اقتصادی و استراتژیک بازمی‌گشت.

## ساختار نظامی سوئیس
تاریخ سوئیس در به‌کارگیری نیروهای شبه‌نظامی (میلیشیا) بسیار کهن، ساختارمند و متفاوت از بیشتر کشورهای اروپایی است. این کشور با پیروی از سیستم میلیشیایی، یکی از معدود کشورهای دنیاست که دفاع ملی‌اش عمدتاً بر پایه مردم مسلح آموزش‌دیده است، نه ارتش حرفه‌ای تمام‌وقت. هستهٔ ارتش سوئیس در قرون وسطی، دهقانان مسلح و کشاورزان ایالتی بودند که در قالب اتحادیه‌های کانتون‌ها برای دفاع از خود در برابر امپراتوری روم مقدس، بورگوندی‌ها و هاپسبورگ‌های اتریش جنگیدند. 

## سوئیس در جنگ جهانی دوم
سوئیس دو روز پیش از تهاجم آلمان به لهستان اعلام بسیج عمومی کرد و تدارک گسترده‌ای برای محافظت از مرزهای خود در قبال تهاجم خارجی ترتیب داد. سوئیس اگرچه اعلام بی‌طرفی کرده بود اما با ساخت هزاران سنگر در دل کوه‌ها و آموزش‌های نظامی به کلیه شهروندان، آمادگی سطح بالایی در مقابل تهاجم خارجی ترتیب دید. بعضی سنگرها (بانکرها) تا ده‌ها متر در دل کوه ساخته شدند و می‌توانستند برای هفته‌ها مقاومت کنند. نیروهای محور که با جغرافیای سخت سوئیس و ساختار نظامی‌گری آن آشنا بودند رغبتی به اجرای این عملیات نشان ندادند. هیتلر ترجیح داد از همکاری منفعت‌طلبانهٔ سوئیس در اقتصاد جنگی نازی‌ها بهره ببرد تا اینکه با اشغال آن، منابع و انرژی نظامی خود را هدر دهد.